# Брітт Страндберг
Брітт Страндберг  (швед. Britt Strandberg, 31 березня 1934) — шведська лижниця , олімпійська чемпіонка.

## Життєпис
Бріт Страндберг досягла великих успіхів, насамперед в естафетах. Вона була членом шведської естафетної команди, яка завоювала золото на Зимових Олімпійських іграх 1960 року у Скво-Веллі, срібло на Зимових Олімпійських іграх 1964 року в Інсбруку та срібло на Зимових Олімпійських іграх 1968 року в Греноблі. Вона була єдиною лижницею, яка була членом усіх ціх трьох команд, що виграли медалі. З командою Швеції в естафеті вона також виграла срібло на Кубку світу 1962 року в Закопане та бронзу на Кубку світу 1966 року в Осло. Індивідуально вона виграла лише один чемпіонат Швеції — на 10 км в 1961 році, але вона виграла шість естафетних титулів, у тому числі здобула чотири перемоги поспіль з 1961 по 1966 рік та ще дві в 1966-67 роках разом із своїм клубом «Едсбінсом IF».

## Виступи на Олімпіадах
| Олімпіада       | Дисципліна        | Місце |
| --------------- | ----------------- | ----- |
| Скво-Веллі 1960 | 10 км             | 10    |
| Скво-Веллі 1960 | естафета 3 × 5 км | 1     |
| Інсбрук 1964    | 5 км              | 11    |
| Інсбрук 1964    | 10 км             | 4     |
| Інсбрук 1964    | естафета 3 × 5 км | 2     |
| Гренобль 1968   | 5 км              | 15    |
| Гренобль 1968   | 10 км             | 15    |
| Гренобль 1968   | естафета 3 × 5 км | 2     |